# Modena Football Club 2009-2010
Questa pagina raccoglie i dati riguardanti il Modena Football Club nelle competizioni ufficiali della stagione 2009-2010.

## Stagione
Nella stagione 2009-2010 sulla panchina dei canarini viene confermato Luigi Apolloni in panchina, dopo la miracolosa salvezza ottenuta nel campionato precedente.
L'avvio è ancora una volta stentato e la squadra gialloblù perde le prime due partite di campionato, mentre in Coppa Italia viene eliminato ai calci di rigore dal Novara. La prima vittoria arriva in trasferta alla terza giornata (1-2) a Salerno, a cui seguiranno un pareggio a reti bianche con il Lecce ed una serie di risultati altalenanti.
Sfortunata sarà poi la gara contro il Frosinone capolista (0-3), ma seguita dalle vittorie contro Piacenza e Vicenza, poi lo (0-0) nel derby con il Sassuolo che portano il Modena a ridosso della zona Play-off. Dopo la vittoria (2-0) sulla Triestina i canarini salgono al sesto posto e mantengono quella posizione per diverse giornate, anche grazie alla vittoria sul Cesena (1-0) nella prima partita dell'anno 2010.
Da quel momento però arrivano una serie di prestazioni opache da parte della squadra di Apolloni, che si allontana sempre più dalle zone nobili della classifica, seppur rimanendo all'ottavo-nono posto per diverse giornate. Le vittorie contro l'Ancona al Braglia e l'(1-0) con la Reggina fanno sperare la tifoseria in un possibile nuovo aggancio agli spareggi promozione, ma sul più bello i gialloblù entrano in un lungo periodo senza vittorie, (anche a causa anche del peggior attacco del campionato) e si salvano solo all'ultima giornata, battendo in rimonta il già retrocesso Gallipoli (3-2), dopo essere stati sotto di due gol ed aver rischiato di dover disputare il Play-out.

## Divise e sponsor
Lo sponsor tecnico per la stagione 2009-2010 è Givova, mentre lo sponsor ufficiale è Immergas.
| Casa | Trasferta | Terza divisa |

## Organigramma societario
Area direttiva
- Presidente: Alfredo Amadei
- Team manager: Marco Montepietra

Area tecnica
- Allenatore: Luigi Apolloni
- Allenatore in seconda: Bruno Redolfi
- Preparatore atletico: David Morelli
- Preparatore atletico: Cristian Freghieri
- Allenatore dei portieri: Ermes Fulgoni

Area sanitaria
- Responsabile sanitario: Luca Piccinini

## Rosa
| N. |                           | Ruolo | Calciatore               |
| -- | ------------------------- | ----- | ------------------------ |
| 3  | Costa d'Avorio (bandiera) | A     | Jean Romaric Kevin Koffi |
| 4  | Italia (bandiera)         | C     | Raffaele Bianco          |
| 5  | Italia (bandiera)         | D     | Cesare Rickler           |
| 6  | Francia (bandiera)        | D     | Mahamet Diagouraga       |
| 7  | Italia (bandiera)         | C     | Domenico Giampà          |
| 8  | Italia (bandiera)         | C     | Alex Pinardi             |
| 9  | Italia (bandiera)         | A     | Salvatore Bruno          |
| 10 | Italia (bandiera)         | C     | Michele Troiano          |
| 11 | Italia (bandiera)         | A     | Aiman Napoli             |
| 12 | Italia (bandiera)         | P     | Marco Silvestri          |
| 13 | Italia (bandiera)         | D     | Simone Gozzi             |
| 14 | Italia (bandiera)         | C     | Cris Gilioli             |
| 15 | Italia (bandiera)         | A     | Fabio Notari             |
| 16 | Italia (bandiera)         | A     | Gianmarco Reggiani       |
| 18 | Tunisia (bandiera)        | C     | Ahmed Guilouzi           |
| 19 | Italia (bandiera)         | D     | Roberto Cortellini       |
| 20 | Italia (bandiera)         | C     | Leonardo Colucci         |
| 21 | Italia (bandiera)         | D     | Paolo Ricchi             |

| N. |                    | Ruolo | Calciatore         |
| -- | ------------------ | ----- | ------------------ |
| 22 | Italia (bandiera)  | D     | Nazzareno Belfasti |
| 23 | Italia (bandiera)  | D     | Juri Tamburini     |
| 24 | Italia (bandiera)  | A     | Francesco Stanco   |
| 24 | Italia (bandiera)  | C     | Alessandro Prandi  |
| 25 | Italia (bandiera)  | D     | Emanuele Martini   |
| 26 | Romania (bandiera) | D     | Cristian Daminuță  |
| 27 | Italia (bandiera)  | P     | Antonio Narciso    |
| 28 | Albania (bandiera) | D     | Renalt Shehu       |
| 29 | Italia (bandiera)  | D     | Nicolò Fornetti    |
| 33 | Italia (bandiera)  | A     | Andrea Catellani   |
| 37 | Italia (bandiera)  | A     | Domenico Girardi   |
| 39 | Italia (bandiera)  | D     | Mattia Spezzani    |
| 50 | Italia (bandiera)  | D     | Armando Perna      |
| 61 | Italia (bandiera)  | P     | Daniele Battara    |
| 66 | Italia (bandiera)  | D     | Filippo Carini     |
| 70 | Italia (bandiera)  | C     | Giorgio Russo      |
| 77 | Italia (bandiera)  | C     | Carlo Luisi        |
| 88 | Italia (bandiera)  | P     | Enrico Alfonso     |

## Calciomercato

### Sessione estiva(dall'1/7 al 31/8)
| Acquisti | Acquisti           | Acquisti    | Acquisti      |
| R.       | Nome               | da          | Modalità      |
| -------- | ------------------ | ----------- | ------------- |
| P        | Enrico Alfonso     | Inter       | prestito      |
| P        | Antonio Narciso    | AlbinoLeffe | fine prestito |
| P        | Edoardo Rolli      | Bolzano     | fine prestito |
| D        | Roberto Cortellini | Cesena      | prestito      |
| D        | Cristian Daminuță  | Inter       | prestito      |
| D        | Mahamet Diagouraga | Chievo      | comproprietà  |
| D        | Cesare Rickler     | Chievo      | prestito      |
| C        | Raffaele Bianco    | Juventus    | prestito      |
| C        | Leonardo Colucci   | Cremonese   | svincolato    |
| C        | Carlo Luisi        | Ascoli      | svincolato    |
| A        | Andrea Catellani   | Catania     | prestito      |
| A        | Domenico Girardi   | Chievo      | prestito      |
| A        | Aiman Napoli       | Inter       | prestito      |
| A        | Antonio Russo      | Mezzocorona | fine prestito |

| Cessioni | Cessioni             | Cessioni    | Cessioni                  |
| R.       | Nome                 | a           | Modalità                  |
| -------- | -------------------- | ----------- | ------------------------- |
| P        | Paolo Castelli       |             | svincolato                |
| P        | Giorgio Frezzolini   | Ascoli      | svincolato                |
| P        | Edoardo Rolli        |             | svincolato                |
| D        | Ivan Artipoli        | Lazio       | fine prestito             |
| D        | Giuseppe Cardone     |             | fine carriera             |
| D        | Daniele Daino        | Gallipoli   | svincolato                |
| D        | Mahamet Diagouraga   | Chievo      | fine prestito             |
| D        | Daniele Gasparetto   | Atalanta    | fine prestito             |
| D        | Giuseppe Gemiti      |             | svincolato                |
| D        | Stefano Lombardi     |             | svincolato                |
| D        | Luca Ungari          |             | svincolato                |
| C        | Daniele Amerini      |             | svincolato                |
| C        | Jonathan Biabiany    | Inter       | fine prestito             |
| C        | Jorge Bolaño         |             | svincolato                |
| C        | Raffaele Longo       |             | svincolato                |
| C        | Massimiliano Marsili | Roma        | fine prestito             |
| C        | Pedro Oliveira       | Arezzo      | svincolato                |
| A        | Andrea Catellani     | Catania     | fine prestito             |
| A        | Enrico Fantini       | Alessandria | rescissione del contratto |
| A        | Antonio Russo        | Giacomense  | prestito                  |
| A        | Francesco Stanco     | Valenzana   | svincolato                |

## Risultati

### Serie B

#### Girone di andata
| Arbitro: | Ciampi (Roma) |

|              |           |  |
| Di Nardo 68’ | Marcatori |  |

| Arbitro: | Baracani (Firenze) |

|           |           |                        |
| Gozzi 88’ | Marcatori | 45’ Romeo 69’ Bernacci |

| Arbitro: | Gava (Conegliano) |

|                  |           |                |
| Cozza 49’ (rig.) | Marcatori | 83’, 90’ Bruno |

| Modena 11 settembre 2009, ore 20:45 CEST 4ª giornata | Modena        | 0 – 0 referto | Lecce | Stadio Alberto Braglia (6.000 spett.)\| Arbitro: \| Valeri (Roma) \| |
| Arbitro:                                             | Valeri (Roma) |               |       |                                                                      |

| Arbitro: | Brighi (Cesena) |

|                                    |           |                  |
| Turati 15’, 36’ Pinilla 68’ (rig.) | Marcatori | 83’ (rig.) Luisi |

| Arbitro: | Peruzzo (Vicenza) |

|                    |           |  |
| Catellani 20’, 66’ | Marcatori |  |

| Arbitro: | Candussio (Cervignano del Friuli) |

|                              |           |  |
| Mastronunzio 35’, 54’ (rig.) | Marcatori |  |

| Arbitro: | Velotto (Grosseto) |

|             |           |  |
| Bruno 90+7’ | Marcatori |  |

| Arbitro: | Pierpaoli (Firenze) |

|  |           |               |
|  | Marcatori | 88’ Tamburini |

| Arbitro: | Gava (Conegliano) |

|  |           |                                               |
|  | Marcatori | 18’ Cariello 58’ Troianiello 86’ (aut.) Perna |

| Arbitro: | Gallione (Alessandria) |

|                                         |           |                                        |
| M. Anaclerio 15’ Moscardelli 71’ (rig.) | Marcatori | 31’, 58’ (rig.) Troiano 41’ Cortellini |

| Arbitro: | Nasca (Bari) |

|               |           |  |
| Tamburini 28’ | Marcatori |  |

| Modena 7 novembre 2009, ore 15:30 CEST 13ª giornata | Sassuolo       | 0 – 0 referto | Modena | Stadio Alberto Braglia\| Arbitro: \| Romeo (Verona) \| |
| Arbitro:                                            | Romeo (Verona) |               |        |                                                        |

| Arbitro: | Giancola (Vasto) |

|  |           |                             |
|  | Marcatori | 51’ Mazzarani 66’ Abruzzese |

| Arbitro: | Tommasi (Bassano del Grappa) |

|  |           |                                     |
|  | Marcatori | 4’ Napoli 85’ Catellani 90+4’ Bruno |

| Arbitro: | Pierpaoli (Firenze) |

|                |           |  |
| Bruno 18’, 65’ | Marcatori |  |

| Arbitro: | Guida (Torre Annunziata) |

|                      |           |             |
| Ardemagni 29’ (rig.) | Marcatori | 47’ Troiano |

| Arbitro: | C. Russo (Nola) |

|               |           |               |
| Catellani 42’ | Marcatori | 75’ Malatesta |

| Arbitro: | Baracani (Firenze) |

|            |           |  |
| Flachi 88’ | Marcatori |  |

| Arbitro: | Damato (Barletta) |

|               |           |  |
| Catellani 14’ | Marcatori |  |

| Arbitro: | Ciampi (Roma) |

|              |           |  |
| D'Aversa 71’ | Marcatori |  |

#### Girone di ritorno
| Modena 16 gennaio 2010 22ª giornata | Modena             | 0 – 0 | Padova | Stadio Alberto Braglia\| Arbitro: \| Calvarese (Teramo) \| |
| Arbitro:                            | Calvarese (Teramo) |       |        |                                                            |

| Arbitro: | Pierpaoli (Firenze) |

|                                   |           |  |
| Antenucci 84’ Bernacci 88’ (rig.) | Marcatori |  |

| Arbitro: | Doveri (Roma) |

|                    |           |  |
| Pinardi 70’ (rig.) | Marcatori |  |

| Lecce 13 febbraio 2010 25ª giornata | Lecce            | 0 – 0 | Modena | Stadio Via del Mare\| Arbitro: \| Rocchi (Firenze) \| |
| Arbitro:                            | Rocchi (Firenze) |       |        |                                                       |

| Arbitro: | Tommasi (Bassano del Grappa) |

|                |           |                            |
| D. Girardi 85’ | Marcatori | 5’ M. Esposito 17’ Pinilla |

| Arbitro: | Gallione (Alessandria) |

|                                         |           |  |
| Eder 29’ (rig.) Coralli 33’ Saudati 78’ | Marcatori |  |

| Arbitro: | Celi (Campobasso) |

|                      |           |              |
| Bruno 4’ Pinardi 37’ | Marcatori | 72’ Colacone |

| Arbitro: | Tozzi (Ostia Lido) |

|  |           |             |
|  | Marcatori | 14’ Troiano |

| Arbitro: | Velotto (Grosseto) |

|  |           |                           |
|  | Marcatori | 3’ Barusso 74’ D'Ambrosio |

| Frosinone 23 marzo 2010 31ª giornata | Frosinone          | 0 – 0 | Modena | Stadio Comunale Matusa\| Arbitro: \| Candussio (Friuli) \| |
| Arbitro:                             | Candussio (Friuli) |       |        |                                                            |

| Arbitro: | Calvarese (Teramo) |

|  |           |          |
|  | Marcatori | 54’ Foti |

| Arbitro: | Tozzi (Ostia Lido) |

|                 |           |               |
| Margiotta 90+1’ | Marcatori | 10’ Tamburini |

| Arbitro: | C. Russo (Nola) |

|               |           |                |
| Catellani 10’ | Marcatori | 40’ Martinetti |

| Arbitro: | Gallione (Alessandria) |

|                                                     |           |                              |
| Gabionetta 20’, 52’ Ginestra 42’ (rig.) Galardo 79’ | Marcatori | 47’ D. Girardi 75’ Catellani |

| Arbitro: | Nasca (Bari) |

|           |           |             |
| Bruno 64’ | Marcatori | 25’ Garlini |

| Arbitro: | Velotto (Grosseto) |

|                        |           |           |
| Della Rocca 57’ (rig.) | Marcatori | 72’ Bruno |

| Arbitro: | Romeo (Verona) |

|                          |           |           |
| Diagouraga 20’ Bruno 38’ | Marcatori | 13’ Volpe |

| Arbitro: | Candussio (Cervignano del Friuli) |

|                   |           |               |
| Caridi 80’ (rig.) | Marcatori | 32’ Catellani |

| Arbitro: | Banti (Livorno) |

|               |           |                        |
| Troiano 90+1’ | Marcatori | 45+3’ Bega 70’ Rispoli |

| Arbitro: | Orsato (Schio) |

|                          |           |               |
| Do Prado 45’ Malonga 51’ | Marcatori | 62’ Catellani |

| Arbitro: | De Marco (Chiavari) |

|                                   |           |                                 |
| Bruno 49’ Giampà 81’ Spezzani 85’ | Marcatori | 9’ Della Penna 48’ M. Artistico |

### Coppa Italia

#### II turno
| Arbitro: | Baracani (Firenze) |

|                                  |                      |                                        |
| Pinardi 65’ Giampà 97’           | Marcatori            | 60’ Ledesma 104’ Rubino                |
| Perna Diagouraga Troiano Pinardi | Tiri di rigore 2 – 4 | Rubino Lanteri Juliano Ledesma Bertani |

## Statistiche
Statistiche aggiornate al 29 settembre 2009

### Statistiche di squadra
| Competizione | Punti | In casa | In casa | In casa | In casa | In casa | In casa | In trasferta | In trasferta | In trasferta | In trasferta | In trasferta | In trasferta | Totale | Totale | Totale | Totale | Totale | Totale | DR |
| Competizione | Punti | G       | V       | N       | P       | Gf      | Gs      | G            | V            | N            | P            | Gf           | Gs           | G      | V      | N      | P      | Gf     | Gs     | DR |
| ------------ | ----- | ------- | ------- | ------- | ------- | ------- | ------- | ------------ | ------------ | ------------ | ------------ | ------------ | ------------ | ------ | ------ | ------ | ------ | ------ | ------ | -- |
| Serie B      | 54    | 21      | 9       | 5       | 7       | 21      | 21      | 21           | 5            | 7            | 9            | 18           | 26           | 42     | 14     | 12     | 16     | 39     | 47     | -8 |
| Coppa Italia |       | 1       | 0       | 0       | 1       | 2       | 2       |              |              |              |              |              |              | 1      | 0      | 0      | 1      | 2      | 2      | 0  |
| Totale       |       | 22      | 9       | 5       | 8       | 23      | 23      | 21           | 5            | 7            | 9            | 18           | 26           | 43     | 14     | 12     | 17     | 41     | 49     | -8 |